# Supportasse
Un supportasse sau piccadill era un suport rigid pentru freză sau guler. Aceste suporturi decorative erau adesea confecționate din sârmă și decorate cu bucle, acoperite cu mătase colorată, aur sau argint. Uneori erau făcute din carton și acoperit de pânză. Erau fixate prin cuplări ce treceau în găuri prelucrate în partea din spate a gulerului.  Exemple de ambele tipuri de suportasse supraviețuiesc în colecțiile de costume ale mai multor muzee, precum Victoria and Albert Museum, Metropolitan Museum of Art și Musée national du Moyen Âge.

## Galerie

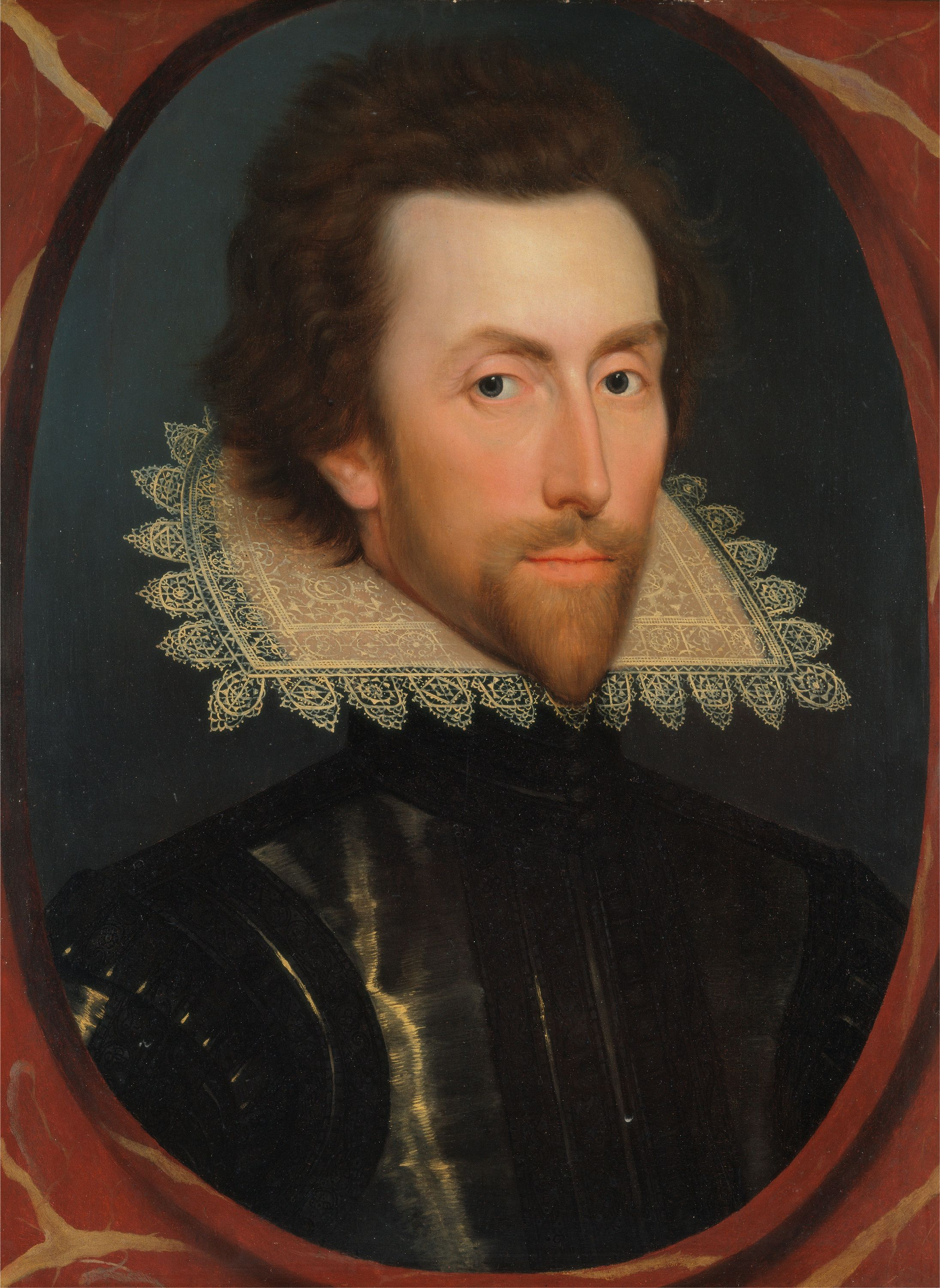
Un supportasse acoperit cu țesătură este vizibil sub gulerul de dantelă în acest portret a lui Grey Brydges, V-lea Baron Chandos de William Larkin, aprox. 1615
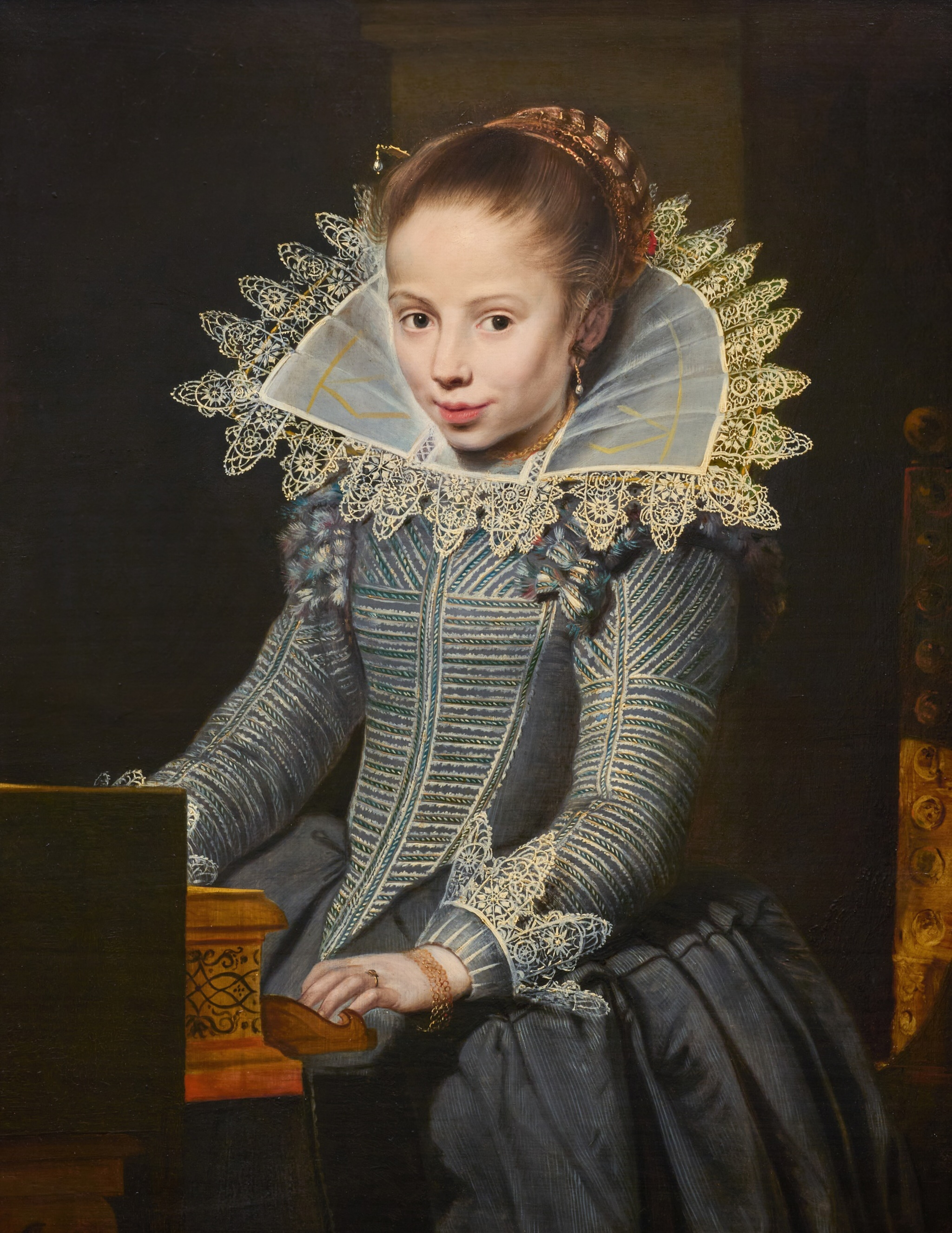
Un supportasse de sârmă învelit în aur se poate observa prin pânza pură a gulerului acestei fete. Fată tânără la un virginal, de Cornelis de Vos, aprox. 1624–25